# Trigonidium akaka
Trigonidium akaka är en insektsart som beskrevs av Otte, D. 1994. Trigonidium akaka ingår i släktet Trigonidium och familjen syrsor. Inga underarter finns listade i Catalogue of Life.